# Sekundarna atmosfera
Sekundarna atmosfera je atmosfera nekog planeta koja nije nastala nakupljanjem tijekom stvaranja matične zvijezde. Umjesto toga, sekundarna atmosfera nastaje iz unutarnjih vulkanskih aktivnosti ili nakupljanjem materijala od udara kometa. Karakteristična je za stjenovite planete, što uključuje i ostale stjenovite planete u Sunčevom sustavu: Merkur, Veneru i Mars. Sekundarne atmosfere su relativno tanke u usporedbi s primarnim atmosferama poput Jupiterove. Daljnja obrada sekundarne atmosfere, na primjer procesima biološkog života, može stvoriti tercijarnu atmosferu, poput one na Zemlji.